# بطباط
البَطْبَاط (من السريانية: شَبَطْبَاط أي العُصَيَّة، من شَبَطْ أي عصا وبَاطْ أي صغيرة) أو العِقَدِيّة أو عصا الراعي أو القرضاب أو الجُنجُر أو غردات أو ذيل القط (الاسم العلمي: Polygonum) هو جنس من النباتات يتبع فصيلة البطباطية من رتبة القرنفليات. يضم من 150 إلى 300 نوع.

## من أنواعه
- البَطباط الألباني (باللاتينية: Polygonum albanicum)
- البَطباط البحري (باللاتينية: Polygonum marinense)
- البَطباط الرمادي (باللاتينية: Polygonum glaucum)
- البَطباط الصيني (باللاتينية: Polygonum chinense)
- بطباط الطيور (باللاتينية: Polygonum aviculare)
- البَطباط القائم (باللاتينية: Polygonum erectum)
- البَطباط القرمزي (باللاتينية: Polygonum coccineum)
- البَطباط الكاليفورني (باللاتينية: Polygonum californicum)
- البَطباط مستدق الطرف (باللاتينية: Polygonum acuminata)
- بطباط المستنقعات (باللاتينية: Polygonum hydropiperoides)
- البَطباط المشعر (باللاتينية: Polygonum hirsutum)
- القردب (الاسم العلمي: Polygonum bellardii)